# 嵐三右衛門 (2代目)
二代目 嵐三右衛門（にだいめ あらし さんえもん、寛文元年〈1661年〉 - 元禄14年11月7日〈1701年12月6日〉）とは、元禄期の上方の歌舞伎役者。紋は八角に小の字。
父は初代嵐三右衛門。はじめ嵐勘太郎の名で舞台に上がり、のち延宝の末ごろに嵐門三郎と改名、父とともに大坂を中心に若女形として活躍する。一時舞台を離れ蝋燭を商っていたが、元禄3年（1690年）舞台に復帰。その翌年、父三右衛門の死に伴い二代目を襲名した。
父譲りの芸もさることながら、小柄な体躯をものともせず所作事にかけては父以上と評された。また武道や濡事など多くの役柄にも長じ、音曲を得意とするなど人気役者であった。座本も兼ね、芝居の脚本を書くこともあったという。三代目嵐三右衛門は実子。門人には嵐喜代三郎・嵐三十郎がいる。